# Karl Brugmann
Karl Friedrich Christian Brugmann (Wiesbaden, 16 de març de 1849 – Leipzig, 29 de juny de 1919) fou un lingüista alemany. És conegut sobretot per la seva recerca en lingüística indoeuropea i com un dels principals representants de la neogramàtica.

## Vida
Va fer estudis superiors de filologia de 1867 a 1871 a les universitats de Halle i Leipzig. El seu mestre fou Georg Curtius. Primer fou professor d'institut a Wiesbaden i a Leipzig. El 1871 obtingué el títol de doctor amb la tesi De Graecae linguae productione suppletoria i el 1877 l'habilitació, amb la tesi Untersuchung über die Nominalsuffixe -as-, -jas- und -vas-. Des de 1877 fou professor a la Universitat de Leipzig, i el 1882 fou nomenat catedràtic de filologia comparada en aquesta mateixa universitat. El 1884 va ocupar una càtedra a la Universitat de Freiburg, però retornà a Leipzig el 1887 com a successor de Georg Curtius. Des d'aleshores i fins a 1919 Brugmann fou catedràtic de sànscrit i lingüística comparativa en aquesta universitat.
Brugmann, junt amb Hermann Osthoff, fou un dels impulsors de l'escola neogramàtica (alemany Junggrammatiker) que afirmava la inviolabilitat de les lleis fonètiques i que tenia un mètode estricte. A més de l'observació de les lleis fonètiques, posava l'èmfasi en l'acció de l'analogia com un factor important en les llengües. De fet, fou Brugmann el primer a utilitzar el mot Junggrammatiker en un article al primer volum de Morphologische Untersuchungen auf dem Gebiete der indogermanischen Sprachen, p. XIII.
Fou coeditor, amb Curtius, del volum The Studies in Greek and Latin Grammar i hi va incloure un article seu sobre "Nasalis Sonans in der indogermanischen Grundsprache", tan radical que després Curtius en va renegar.
Com s'ha dit, la publicació el 1878 amb Hermann Osthoff de les recerques morfològiques li valgué el reconeixement com a fundador de la neogramàtica. La fama de Brugmann es deu sobretot als dos volums de fonologia, morfologia, i formació dels mots amb els quals va contribuir al Grundriss der vergleichenden Grammatik der indogermanischen Sprachen ("Esbós de la Gramàtica Comparativa de les Llengües indogermàniques", és a dir, les llengües indoeuropees que en alemany s'anomenen "indogermàniques") que va publicar de 1886 a 1893. Els altres tres volums van ser escrits per Berthold Delbrück i tracten de sintaxi protoindoeuropea. El text de Brugmann va acabar depassant l'espai assignat i finalment ocupà quatre volums.
Adonant-se de la importància de la feina de Brugmann, tres lingüistes britànics van començar publicar una traducció anglesa dels volums de Brugmann gairebé simultàniament amb l'edició alemanya, amb el títol Elements of the Comparative Grammar of the Indo-Germanic Languages. Des de 1897 Brugmann va començar publicar una revisió i ampliació de la seva part del Grundriss. El volum final d'aquesta segona edició va ser publicat el 1916. Entre 1902-1904, Brugmann va publicar una versió abreujada i simplificada de la seva obra (Kurze vergleichende Grammatik). D'aquesta versió n'existeix una traducció al francès.
El mètode de Brugmann es basa sobretot en l'exposició de les dades lingüístiques. La recerca de Brugmann es va basar en l'anterior d'August Schleicher, que, al seu torn, es basava en la tasca pionera de Franz Bopp. Brugmann va estar en contacte també amb els lingüistes que s'ocupaven d'una de les llengües indoeuropees en particular: Bartholomae per l'iranià antic, Hübschmann per l'armeni i Rudolf Thurneysen per l'antic irlandès.

## Reconeixements
Brugmann fou nomenat cavaller pel rei de Saxònia i el 1896 va assistir a la celebració de la Princeton Universitat, on va rebre el grau de doctor honoris causa en dret. També fou doctor honoris causa per la Universitat d'Atenes.
Fou membre de les següents acadèmies
- Membre corresponent de l'Acadèmia de Ciències de Copenhaguen
- Membre corresponent de l'Acadèmia de Ciències d'Uppsala
- Membre corresponent de la Magyar Tudomanyos Akademia (Hongria)
- Membre corresponent de l'Acadèmia de Ciències Russa de St. Petersburg
- Membre corresponent de l'Österreichischen Akademie der Wissenschaften de Viena
- Membre de l'Indogermanischen Gesellschaft
- Membre de la Philologisch-Historischen Klasse der Königlich-Sächsischen Gesellschaft der Wissenschaften de Leipzig (1888-1919)
- Membre corresponent de la Königlich-Bayerische Akademie der Wissenschaften de Múnic (1895-1919)
- Membre estranger de l'Accademia dei Lincei (1904)

## Publicacions principals de Brugmann
- Grundriß der vergleichenden Grammatik der indogermanischen Sprachen (5 vols.).
- Die syntax des einfachen satzes im indogermanischen (1925).
- amb Hermann Osthoff: Morphologische Untersuchungen auf dem Gebiete der indogermanischen Sprachen 1878 (6 vols.).
- amb Wilhelm Streitberg fou fundador de la revista Indogermanische Forschungen.